# Martin Srebotnjak
Martin Srebotnjak, slovenski režiser, scenarist, igralec in skladatelj filmske glasbe, * 2. marec 1972, Kranj.

## Življenje
Srebotnjak se je rodil v družini svetovno znane pianistke Dubravki Tomšič Srebotnjak in skladatelja Alojza Srebotnjaka in je v študentskih letih 1996 pritegnil javno pozornost z dokumentarnim filmom po resničnem dogodku o ukradenem pepelu Pepce Kardelj Pepelca. Na Akademiji za gledališče, radio, film in televizijo Univerze v Ljubljani je leta diplomiral iz filmske in televizijske režije. Njegov diplomski film Kaj bi še rad? je bil po mnenju žirije Festivala slovenskega filma najboljši študentski film.

## Poklicno delo
V svojem najbolj znanem filmu Oda Prešernu se je ob 200-letnici Franceta Prešerna na komičen način lotil slovenskega mita o velikem pesniku. Zaposlen je kot docent pri predmetu Filmska režija na Akademiji za gledališče, radio, film in televizijo Univerze v Ljubljani. Je svetovalec za digitalno filmsko produkcijo.

## Prostovoljsko delo v odprtokodnih projektih
Martin Srebotnjak kot prevajalec-prostovoljec prispeva k odprtokodnim projektom, kot so OpenOffice, Inkscape in drugi. Ker za slovenščino ni na voljo prostega slovarja sopomenk, so prostovoljci na njegovo pobudo ustvarili OdprtiTezaver, ki je z več kot 13000 besedami na voljo za urejevalnike besedil OpenOffice in LibreOffice.

## Izbor del

### Režiser
- 2007 - Posnetek od blizu / Dubravka Tomšič Close-Up (dokumentarni portret Dubravke Tomšič Srebotnjak, RTV Slovenija)
- 2001 - Oda Prešernu  (VERTIGO/E-MOTION FILM)
- 2001 - Vinko
- 1999 - Kaj bi še rad? / Deset zapovedi za osamljene (AGRFT), kratki igrani film
- 1998 - Delirium credens (AGRFT), kratki igrani film
- 1997 - Vivere (AGRFT), kratki igrani film
- 1997 - Gola resnica (AGRFT), kratki igrani film

### Igralec
- 2013 - Hvala za Sunderland (RTV Slovenija)
- 2001 - Oda Prešernu  (VERTIGO/E-MOTION FILM), v vlogi protagonista